# 2022-es labdarúgó-világbajnokság-selejtező (UEFA – F csoport)
A 2022-es labdarúgó-világbajnokság európai selejtező, F csoportjának eredményeit tartalmazó lapja. A csoportban a csapatok körmérkőzéses, oda-visszavágós rendszerben játszottak egymással. A csoport győztese kijutott a világbajnokságra, a csoport második helyezettje pótselejtezőn vett részt.
A csoportban Dánia, Ausztria, Skócia, Izrael, Feröer és Moldova szerepelt.

## Tabella
| Hely. | Csapat   | M  | Gy | D | V | G+ | G– | Gk  | P  | Továbbjutás                                        |     | Dánia | Skócia | Izrael | Ausztria | Feröer | Moldova |
| ----- | -------- | -- | -- | - | - | -- | -- | --- | -- | -------------------------------------------------- | --- | ----- | ------ | ------ | -------- | ------ | ------- |
| 1.    | Dánia    | 10 | 9  | 0 | 1 | 30 | 3  | +27 | 27 | Kijutott a 2022-es világbajnokságra                |     | —     | 2–0    | 5–0    | 1–0      | 3–1    | 8–0     |
| 2.    | Skócia   | 10 | 7  | 2 | 1 | 17 | 7  | +10 | 23 | Pótselejtezőn vett részt                           |     | 2–0   | —      | 3–2    | 2–2      | 4–0    | 1–0     |
| 3.    | Izrael   | 10 | 5  | 1 | 4 | 23 | 21 | +2  | 16 |                                                    |     | 0–2   | 1–1    | —      | 5–2      | 3–2    | 2–1     |
| 4.    | Ausztria | 10 | 5  | 1 | 4 | 19 | 17 | +2  | 16 | Pótselejtezőn vett részt a Nemzetek Ligája alapján |     | 0–4   | 0–1    | 4–2    | —        | 3–1    | 4–1     |
| 5.    | Feröer   | 10 | 1  | 1 | 8 | 7  | 23 | −16 | 4  |                                                    |     | 0–1   | 0–1    | 0–4    | 0–2      | —      | 2–1     |
| 6.    | Moldova  | 10 | 0  | 1 | 9 | 5  | 30 | −25 | 1  |                                                    | 0–4 | 0–2   | 1–4    | 0–2    | 1–1      | —      |         |

## Mérkőzések
A menetrendet az UEFA a sorsolást követő napon, 2020. december 8-án tette közzé.
Az időpontok közép-európai idő szerint, zárójelben helyi idő szerint értendők.
| 2021. március 25. 20:45 (21:45 UTC+2) |

| Izrael | 0–2               | Dánia                    |
| ------ | ----------------- | ------------------------ |
|        | (0–1) Jegyzőkönyv | Braithwaite 13' Wind 67' |

| Bloomfield Stadion, Tel-Aviv Nézőszám: 0 Játékvezető: Craig Pawson (angol) |

| 2021. március 25. 20:45 (21:45 UTC+2) |

| Moldova       | 1–1               | Feröer       |
| ------------- | ----------------- | ------------ |
| Nicolaescu 9' | (1–0) Jegyzőkönyv | M. Olsen 83' |

| Zimbru Stadion, Chișinău Nézőszám: 0 Játékvezető: Iwan Arwel Griffith (walesi) |

| 2021. március 25. 20:45 (19:45 UTC±0) |

| Skócia                | 2–2               | Ausztria          |
| --------------------- | ----------------- | ----------------- |
| Hanley 71' McGinn 85' | (0–0) Jegyzőkönyv | Kalajdžić 55' 80' |

| Hampden Park, Glasgow Nézőszám: 0 Játékvezető: Carlos del Cerro Grande (spanyol) |

| 2021. március 28. 18:00 |

| Dánia                                                                                              | 8–0               | Moldova |
| -------------------------------------------------------------------------------------------------- | ----------------- | ------- |
| Dolberg 19' (11-esből) 48' Damsgaard 22' 29' Stryger Larsen 35' Jensen 39' Skov 81' Ingvartsen 89' | (5–0) Jegyzőkönyv |         |

| MCH Arena, Herning Játékvezető: Aliyar Aghayev (azeri) |

| 2021. március 28. 20:45 |

| Ausztria                                   | 3–1               | Feröer        |
| ------------------------------------------ | ----------------- | ------------- |
| Dragović 30' Baumgartner 37' Kalajdžić 44' | (3–1) Jegyzőkönyv | Nattestad 19' |

| Ernst Happel Stadion, Bécs Játékvezető: Katerina Monzul (ukrán) |

| 2021. március 28. 20:45 (21:45 UTC+3) |

| Izrael     | 1–1               | Skócia     |
| ---------- | ----------------- | ---------- |
| Peretz 44' | (1–0) Jegyzőkönyv | Fraser 56' |

| Bloomfield Stadion, Tel-Aviv Játékvezető: Deniz Aytekin (német) |

| 2021. március 31. 20:45 |

| Ausztria | 0–4               | Dánia                                |
| -------- | ----------------- | ------------------------------------ |
|          | (0–0) Jegyzőkönyv | Olsen 58' 74' Mæhle 63' Højbjerg 67' |

| Ernst Happel Stadion, Bécs Játékvezető: Artur Soares Dias (portugál) |

| 2021. március 31. 20:45 (21:45 UTC+3) |

| Moldova  | 1–4               | Izrael                                         |
| -------- | ----------------- | ---------------------------------------------- |
| Carp 29' | (1–1) Jegyzőkönyv | Zahavi 45+2' Solomon 57' Dabbur 64' Natkho 66' |

| Zimbru Stadion, Chișinău Játékvezető: Bojan Pandžić (svéd) |

| 2021. március 31. 20:45 (19:45 UTC+1) |

| Skócia                             | 4–0               | Feröer |
| ---------------------------------- | ----------------- | ------ |
| McGinn 7' 53' Adams 60' Fraser 70' | (1–0) Jegyzőkönyv |        |

| Hampden Park, Glasgow Játékvezető: Trustin Farrugia Cann (máltai) |

| 2021. szeptember 1. 20:45 |

| Dánia              | 2–0               | Skócia |
| ------------------ | ----------------- | ------ |
| Wass 14' Mæhle 15' | (2–0) Jegyzőkönyv |        |

| Parken Stadion, Koppenhága Játékvezető: Ovidiu Haţegan (román) |

| 2021. szeptember 1. 20:45 (19:45 UTC+1) |

| Feröer | 0–4               | Izrael                          |
| ------ | ----------------- | ------------------------------- |
|        | (0–2) Jegyzőkönyv | Zahavi 12' 44' 90+2' Dabbur 52' |

| Tórsvøllur Stadion, Tórshavn Játékvezető: Dennis Higler (holland) |

| 2021. szeptember 1. 20:45 (21:45 UTC+3) |

| Moldova | 0–2               | Ausztria                           |
| ------- | ----------------- | ---------------------------------- |
|         | (0–1) Jegyzőkönyv | Baumgartner 45+1' Arnautović 90+4' |

| Zimbru Stadion, Chișinău Játékvezető: Paul Tierney (angol) |

| 2021. szeptember 4. 20:45 (19:45 UTC+1) |

| Feröer | 0–1               | Dánia    |
| ------ | ----------------- | -------- |
|        | (0–0) Jegyzőkönyv | Wind 85' |

| Tórsvøllur Stadion, Tórshavn Játékvezető: Fran Jović (horvát) |

| 2021. szeptember 4. 20:45 (21:45 UTC+3) |

| Izrael                                            | 5–2               | Ausztria                       |
| ------------------------------------------------- | ----------------- | ------------------------------ |
| Solomon 5' Dabbur 20' Zahavi 33' 90' Weissman 59' | (3–1) Jegyzőkönyv | Baumgartner 42' Arnautović 55' |

| Sammy Ofer Stadion, Haifa Játékvezető: Felix Zwayer (német) |

| 2021. szeptember 4. 20:45 (19:45 UTC+1) |

| Skócia    | 1–0               | Moldova |
| --------- | ----------------- | ------- |
| Dykes 14' | (1–0) Jegyzőkönyv |         |

| Hampden Park, Glasgow Játékvezető: Lawrence Visser (belga) |

| 2021. szeptember 7. 20:45 |

| Ausztria | 0–1               | Skócia               |
| -------- | ----------------- | -------------------- |
|          | (0–1) Jegyzőkönyv | Dykes 30' (11-esből) |

| Ernst-Happel-Stadion, Bécs Játékvezető: Georgi Kabakov (bolgár) |

| 2021. szeptember 7. 20:45 |

| Dánia                                                           | 5–0               | Izrael |
| --------------------------------------------------------------- | ----------------- | ------ |
| Poulsen 28' Kjær 31' Skov Olsen 41' Delaney 58' Cornelius 90+1' | (3–0) Jegyzőkönyv |        |

| Parken Stadion, Koppenhága Játékvezető: Tobias Stieler (német) |

| 2021. szeptember 7. 20:45 (19:45 UTC+1) |

| Feröer                    | 2–1               | Moldova        |
| ------------------------- | ----------------- | -------------- |
| K. Olsen 68' Vatnsdal 72' | (0–0) Jegyzőkönyv | Milinceanu 84' |

| Tórsvøllur Stadion, Tórshavn Játékvezető: Ricardo de Burgos (spanyol) |

| 2021. október 9. 18:00 (17:00 UTC+1) |

| Skócia                                  | 3–2               | Izrael               |
| --------------------------------------- | ----------------- | -------------------- |
| J. McGinn 30' Dykes 57' McTominay 90+4' | (1–2) Jegyzőkönyv | Zahavi 5' Dabbur 32' |

| Hampden Park, Glasgow Játékvezető: Szymon Marciniak (lengyel) |

| 2021. október 9. 20:45 (19:45 UTC+1) |

| Feröer | 0–2               | Ausztria                |
| ------ | ----------------- | ----------------------- |
|        | (0–1) Jegyzőkönyv | Laimer 26' Sabitzer 48' |

| Tórsvøllur Stadion, Tórshavn Játékvezető: Irfan Peljto (bosznia-hercegovinai) |

| 2021. október 9. 20:45 (21:45 UTC+3) |

| Moldova | 0–4               | Dánia                                                     |
| ------- | ----------------- | --------------------------------------------------------- |
|         | (0–4) Jegyzőkönyv | Skov Olsen 23' Kjær 34' (11-esből) Nørgaard 39' Mæhle 44' |

| Zimbru Stadion, Chișinău Játékvezető: João Pinheiro (portugál) |

| 2021. október 12. 20:45 |

| Dánia     | 1–0               | Ausztria |
| --------- | ----------------- | -------- |
| Mæhle 53' | (0–0) Jegyzőkönyv |          |

| Parken Stadion, Koppenhága Játékvezető: Ivan Kružliak (szlovák) |

| 2021. október 12. 20:45 (19:45 UTC+1) |

| Feröer | 0–1               | Skócia    |
| ------ | ----------------- | --------- |
|        | (0–0) Jegyzőkönyv | Dykes 86' |

| Tórsvøllur Stadion, Tórshavn Játékvezető: Matej Jug (szlovén) |

| 2021. október 12. 20:45 (21:45 UTC+3) |

| Izrael                | 2–1               | Moldova          |
| --------------------- | ----------------- | ---------------- |
| Zahavi 28' Dabbur 49' | (1–0) Jegyzőkönyv | Nicolaescu 90+4' |

| Turner Stadion, Beér-Seva Játékvezető: Andris Treimanis (lett) |

| 2021. november 12. 18:00 (19:00 UTC+2) |

| Moldova | 0–2               | Skócia                  |
| ------- | ----------------- | ----------------------- |
|         | (0–1) Jegyzőkönyv | Patterson 38' Adams 65' |

| Zimbru Stadion, Chișinău Játékvezető: Srđan Jovanović (szerb) |

| 2021. november 12. 20:45 |

| Ausztria                                              | 4–2               | Izrael                |
| ----------------------------------------------------- | ----------------- | --------------------- |
| Arnautović 51' (11-esből) Schaub 62' 72' Sabitzer 84' | (0–1) Jegyzőkönyv | Bitton 33' Peretz 59' |

| Wörthersee Stadion, Klagenfurt Játékvezető: Ovidiu Hațegan (román) |

| 2021. november 12. 20:45 |

| Dánia                                       | 3–1               | Feröer       |
| ------------------------------------------- | ----------------- | ------------ |
| Skov Olsen 18' Bruun Larsen 63' Mæhle 90+3' | (1–0) Jegyzőkönyv | K. Olsen 89' |

| Parken Stadion, Koppenhága Játékvezető: Radu Petrescu (román) |

| 2021. november 15. 20:45 |

| Ausztria                                              | 4–1               | Moldova        |
| ----------------------------------------------------- | ----------------- | -------------- |
| Arnautović 4' 55' (11-esből) Trimmel 22' Ljubicic 83' | (2–0) Jegyzőkönyv | Nicolaescu 60' |

| Wörthersee Stadion, Klagenfurt Játékvezető: Alekszandar Sztavrev (macedón) |

| 2021. november 15. 20:45 (21:45 UTC+2) |

| Izrael                                        | 3–2               | Feröer                     |
| --------------------------------------------- | ----------------- | -------------------------- |
| Dabbur 30' (11-esből) Weissman 58' Peretz 74' | (1–0) Jegyzőkönyv | Vatnhamar 62' K. Olsen 72' |

| Netánja Stadion, Netánja Játékvezető: Jérôme Brisard (francia) |

| 2021. november 15. 20:45 (19:45 UTC±0) |

| Skócia                | 2–0               | Dánia |
| --------------------- | ----------------- | ----- |
| Souttar 35' Adams 86' | (1–0) Jegyzőkönyv |       |

| Hampden Park, Glasgow Játékvezető: Alejandro Hernández Hernández (spanyol) |